# 도코 마요
도코 마요(일본어: 土光 真代, 1996년 5월 3일 ~ )는 일본의 여자 축구 선수이다.

## 국가대표팀 경력
2012년 FIFA U-20 여자 월드컵에 출전, 3위.
그녀는 2018년 7월 29일 브라질과의 경기에서 일본 국가대표팀에 데뷔했다. 2019년 EAFF E-1 풋볼 챔피언십 우승. 그녀는 2021년까지 국제 A매치 통산 6경기에 출전했다.

## 통계
| 일본 | 일본 | 일본 |
| 연도 | 출전 | 득점 |
| ---- | ---- | ---- |
| 2018 | 1    | 0    |
| 2019 | 1    | 0    |
| 2020 | 2    | 0    |
| 2021 | 2    | 0    |
| 통산 | 6    | 0    |